# 불공정한 법률행위
불공정한 법률행위(不公正한 法律行爲)는 대한민국 민법상 급부와 반대급부 간의 불균형이 객관적으로 존재하고, 주관적으로 그러한 균형을 잃은 거래가 일방 당사사의 궁박, 경솔 또는 무경험인 상태를 이용함으로써 이루어진 경우에 한하여 성립하는 법률행위로서 약자적 지위에 있는 자의 궁박, 경솔 또는 무경험을 이용한 폭리행위를 규제하려는 데에 그 목적이 있다. 불공정한 법률행위는 사적자치의 한계를 일탈하고 법질서와 상치되는 것으로 무효이다. 폭리행위라고도 한다.

## 법문
민법 제104조 (불공정한 법률행위) 당사자의 궁박, 경솔 또는 무경험으로 인하여 현저하게 공정을 잃은 법률행위는 무효로 한다.

## 적용범위
- 유상행위(有償行爲)에 적용되는 바에는 판례와 학설의 이견이 없다.

- 무상행위(無償行爲)에는 적용이 없다. 불공정한 법률행위라 함은 자기의 급부에 비하여 현저하게 균형을 잃은 반대급부를 하게 하여 부당한 재산적 이익을 얻는 행위를 의미하는 것이므로 기부행위와 같이 아무런 대가관계 없이 당사자 일방이 상대방에게 일방적인 급부를 하는 법률행위는 그 공정성 여부를 논의할 수 있는 성질의 법률행위가 아니다.

- 단독행위에 있어서는 적용 여부에 대해 학설간 이견이 존재한다. 조건부 채권의 포기에 있어 판례가 제104조를 적용하는 태도를 취한다고 보는 학설의 견해도 있다.

- 공경매에 의한 재산권 이전 등 순수한 사적 행위라고는 볼 수 없고 공권적 작용이 있는 영역에서는 제104조가 적용되지 않는다.

## 요건
1. 급부와 반대급부 사이의 현저한 불균형
급부와 반대급부 사이에 공정성을 상실할 현저한 불균형이 있어야 한다. 주의할 점은 급부와 반대급부 사이의 산술적인 비율만으로 불균형 여부를 단정할 수 없으며 구체적인 사정에 의해 판단해야 한다.
2. 피해자의 궁박, 경솔 또는 무경험과 이를 이용하려는 가해자의 의사
궁박은 몹시 곤궁한 상태를 말하며 정신적·신체적·경제적 궁박을 아우른다. 경솔은 신중함의 결여를 뜻한다. 무경험은 일반적인 생활경험의 부족을 의미한다. 세 경우 중 한 가지만 충족해도 족하다. 대리인이 있는 경우 경솔과 무경험은 대리인을 기준으로 궁박은 본인을 기준으로 그 여부를 판단한다. 피해자의 이러한 상태를 이용하려는 의사(폭리의사)가 가해자에게 있어야 하는 것이 다수설과 최근의 판례 태도이다. 일부 학설은 피해자의 상태를 이용한다는 인식만 있어도 족하다는 견해도 있고, 과거 판례는 인식설인 듯한 태도를 보인 경우도 있었다.

## 제103조와의 관계
원래 구민법에는 103조만 있고, 104조는 따로 없다가, 후에 새로 신설되었다. 따라서, 판례는 민법 제104조는 제103조의 예시규정에 불과하다고 본다. 다만 제103조는 행위의 객관적인 성질을 기준으로 하여 그것이 반사회질서적인 여부를 판단할 것임에 반하여 후자는 행위자의 주관적인 사항을 참작하여 그 행위가 현저하게 공정을 잃은 것인 여부를 판단하는 것이 차이점이라 한다. 제104조의 요건에 해당하지 않는더라도 제103조에 위반될 여지가 있다.

## 판례
- 민법 제104조에 규정된 불공정한 법률행위는 객관적으로 급부와 반대급부 사이에 현저한 불균형이 존재하고, 주관적으로 그와 같이 균형을 잃은 거래가 피해 당사자의 궁박, 경솔 또는 무경험을 이용하여 이루어진 경우에 성립하는 것으로서, 약자적 지위에 있는 자의 궁박, 경솔 또는 무경험을 이용한 폭리행위를 규제하려는 데에 그 목적이 있고, 불공정한 법률행위가 성립하기 위한 요건인 궁박, 경솔, 무경험은 모두 구비되어야 하는 요건이 아니라 그 중 일부만 갖추어져도 충분한데, 여기에서 '궁박'이라 함은 '급박한 곤궁'을 의미하는 것으로서 경제적 원인에 기인할 수도 있고 정신적 또는 심리적 원인에 기인할 수도 있으며, '무경험'이라 함은 일반적인 생활체험의 부족을 의미하는 것으로서 어느 특정영역에 있어서의 경험부족이 아니라 거래일반에 대한 경험부족을 뜻하고, 당사자가 궁박 또는 무경험의 상태에 있었는지 여부는 그의 나이와 직업, 교육 및 사회경험의 정도, 재산 상태 및 그가 처한 상황의 절박성의 정도 등 제반 사정을 종합하여 구체적으로 판단하여야 하며, 한편 피해 당사자가 궁박, 경솔 또는 무경험의 상태에 있었다고 하더라도 그 상대방 당사자에게 그와 같은 피해 당사자측의 사정을 알면서 이를 이용하려는 의사, 즉 폭리행위의 악의가 없었다거나 또는 객관적으로 급부와 반대급부 사이에 현저한 불균형이 존재하지 아니한다면 불공정 법률행위는 성립하지 않는다.[2]

## 같이 보기
- 부당이득죄
- 반사회적 법률행위